# Campeonato Mundial de Futebol de Areia de 2001
O Campeonato Mundial de Futebol de Areia de 2001 foi a sétima edição do Campeonato Mundial de Futebol de Areia, sendo realizado na Costa do Sauípe, na Bahia.
A Portugal conquistou o primeiro título mundial da modalidade ao derrotar a França na final por 9 a 3. A Argentina conquistou o terceiro lugar após derrotar o Brasil por 6 a 5, sendo a primeira vez que os brasileiros não conquistaram o título como anfitriões.

## Final
Data: 18 de fevereiro de 2001
Jogo: Portugal 9 x 3 França

## Classificação Final
- Campeão: Portugal
- Vice-Campeão: França
- 3º Lugar: Argentina
- 4º Lugar: Brasil
- 5º Lugar: Estados Unidos
- 6º Lugar: Espanha
- 7º Lugar: Peru
- 8º Lugar: Itália
- 9º Lugar: Venezuela
- 10º Lugar: Turquia
- 11º Lugar: Uruguai
- 12º Lugar: Alemanha